# Gabriel Pozzo
Gabriel Pozzo (1979. március 26. –) argentin raliversenyző.

## Pályafutása
1998-ban az argentin ralin debütált a rali-világbajnokság mezőnyében. Világbajnoki pályafutása során jelentős sikereket ért el az N csoportos világbajnokság értékelésében. A 2000-es szezonban egy győzelemmel, valamint két második helyezéssel a harmadik helyen zárta az évet. 2001-ben első argentinként megnyerte a bajnokságot, megszakítva Gustavo Trelles négy éve tartó bajnoki sorozatát.
2002-ben és 2003-ban egy Skoda Octavia WRC-vel versenyzett több világbajnoki futamon is, ám egyszer sem végzett pontszerző helyen.
2004-től újra N csoportos autóval indult. 2007-ben Arai Tosihiro mögött a második helyen zárta az N csoportos világbajnokságot.
Abszolút világbajnoki pontot mindössze két alkalommal, 2001-ben és 2004-ben sikerült szereznie.
Gabriel 2009-ben és 2010-ben részt vett a Dakar-ralin. Első versenyén a nyolcadik volt, 2010-ben pedig a harmadik napon esett ki.

## Külső hivatkozások
- Hivatalos honlapja
- Profilja az ewrc.cz honlapon
- Profilja a rallybase.nl honlapon